# Martha Raye
Martha Raye (nombre artístico de Margaret Teresa Yvonne “Margy” Reed, Butte, Montana, 27 de agosto de 1916-Los Ángeles, California, 19 de octubre de 1994) fue una actriz cómica y cantante estadounidense que trabajó en el cine y, más tarde, en la televisión.

## Biografía

### Primeros años
Sus padres, los inmigrantes irlandeses Peter F. Reed y Maybelle Hooper, actuaban en un teatro local de vodevil bajo el nombre de "Reed and Hooper". La primera aparición de Martha en escena tuvo lugar a los tres años de edad. Actuaba junto a su hermano Bud, y los dos niños alcanzaron tal éxito que el número pasó a llamarse "Margie and Bud." Se especula que la canción de Judy Garland "I was born in a trunk", interpretada en el filme A Star Is Born, estaba inspirada en los inicios de Raye.
Siguió actuando a la vez que estudiaba en la Professional Children's School de Nueva York, pero su instrucción no llegó a ser destacada.

### Carrera
A principios de la década de 1930, Raye era cantante de las orquestas de Paul Ash y Boris Morros. Su primera actuación en el cine llegó en 1934 en un corto titulado A Nite in the Nite Club. En 1936 firmó un contrato con Paramount Pictures para interpretar papeles cómicos. Su primer largometraje fue Rhythm on the Range, película en la que actuaba Bing Crosby. En los siguientes 26 años actuaría junto a los mejores humoristas del momento, incluyendo a Joe E. Brown, Bob Hope, W.C. Fields, Bud Abbott y Lou Costello, Charlie Chaplin, y Jimmy Durante. 

#### United Service Organizations
Tras el inicio de la Segunda Guerra Mundial se sumó a la United Service Organizations. Además de en esta contienda, viajó con la USO entreteniendo a las tropas durante la guerra de Corea y la Guerra de Vietnam.

#### Carrera televisiva
Raye fue una de las primeras estrellas televisivas, en la época de juventud del medio; durante un tiempo tuvo un programa propio, The Martha Raye Show (1954 - 1956), en el cual se acompañaba del boxeador retirado Rocky Graziano. Otras estrellas que actuaron en su show fueron Zsa Zsa Gabor y César Romero. También intervino en otros programas en los años cincuenta, tales como "What's My Line?". Tras la desaparición de su programa y diversos problemas de salud unidos a la rotura de su quinto matrimonio, la artista intentó suicidarse utilizando hipnóticos el 14 de agosto de 1956. 

#### Carrera final
En 1970 fue Boss Witch en el largometraje Pufnstuf, producido por Sid y Marty Krofft. Gracias a este papel fue escogida para interpretar a Benita Bizarre en The Bugaloos (1970), producida también por Krofft. 
A menudo actuó como invitada en otros programas, particularmente en aquellos en los cuales participaban actores de edad, como por ejemplo la serie de la ABC The Love Boat o programas de variedades tales como The Roy Rogers and Dale Evans Show, también de la ABC. Asimismo fue durante dos años la madre de Mel Sharples en la serie de la CBS Alice. Otras series en las que trabajó o hizo cameos fueron Murder, She Wrote, de la CBS, y The Andy Williams Show y McMillan and Wife, ambas de la NBC.

### Vida personal
Raye se casó en siete ocasiones. Sus maridos fueron: Bud Westmore, con el que se casó el 30 de mayo de 1937 y se divorció en septiembre de 1937; el director y compositor David Rose, entre el 8 de octubre de 1938 y el 19 de mayo de 1941; Neal Lang, desde el 25 de junio de 1941 al 3 de febrero de 1944; Nick Condos, desde el 22 de febrero de 1944 al 17 de junio de 1953, con el cual tuvo su única hija; Edward T. Begley, desde el 21 de abril de 1954 al 6 de octubre de 1956; Robert O'Shea, desde el 7 de noviembre de 1956 al 1 de diciembre de 1960; y, finalmente, Mark Harris, desde el 25 de septiembre de 1991 hasta la muerte de la actriz en 1994.

#### Fallecimiento
En sus últimos años, Raye sufrió diversos problemas de salud. Padecía enfermedad de Alzheimer y perdió ambas piernas en 1993 a causa de problemas circulatorios. Falleció por una neumonía en 1994. Tenía 78 años de edad, y residía en Los Ángeles, California, en el momento de su muerte.
El 2 de noviembre de 1993 fue galardonada con la Medalla Presidencial de la Libertad, concedida por el presidente Bill Clinton, en consideración a sus servicios al país. 
Además, gracias a su trabajo con la USO, se consideró darle sepultura en el Cementerio Nacional de Arlington, aunque, finalmente a petición suya, fue enterrada con honores militares en Fort Bragg, Carolina del Norte.
Raye tiene dos estrellas en el Paseo de la Fama de Hollywood, una en el 6251 de Hollywood Boulevard por su dedicación al cine, y otra en el 6547 por su actividad televisiva.

## Filmografía

### Cine
| - A Nite in a Nite Club (1934) - Rhythm on the Range (1936) - The Big Broadcast of 1937 (1936) - Hideaway Girl (1936) - College Holiday (1936) - Cinema Circus (1937) - Waikiki Wedding (1937) - Mountain Music (1937) - Artists and Models (1937) - Double or Nothing (1937) - The Big Broadcast of 1938 (1938) - College Swing (1938) - Tropic Holiday (1938) - Give Me a Sailor (1938) - Never Say Die (1939) | - $1000 a Touchdown (1939) - The Farmer's Daughter (1940) - The Boys from Syracuse (1940) - Navy Blues (1941) - Keep 'Em Flying (1941) - Hellzapoppin' (1941) - Four Jills in a Jeep (1944) - Pin Up Girl (1944) - Monsieur Verdoux (1947) - Billy Rose's Jumbo (1962) - No Substitute for Victory (1970) (documental) - The Phynx (1970) - Pufnstuf (1970) - The Concorde: Airport '79 (1979) |

### Televisión
- Four Star Revue (presentadora entre 1951 y 1953)
- The Martha Raye Show (1954-1956)
- The Roy Rogers and Dale Evans Show, episodio "Circus"
- The Judy Garland Show (1964)
- The Bugaloos (1970-1972)
- Twas the Night Before Christmas (1977)
- Skinflint: A Country Christmas Carol (1979)
- The Gossip Columnist (1980)
- Pippin (1981)
- Alice (miembro del reparto entre 1982 y 1984)
- Alice in Wonderland (1985)